# Qara Yusuf
Abu Nasr Qara Yusuf ibn Mohammad Barani (c. 1356 – 1420) fue gobernante de la dinastía Kara Koyunlu (o "turcomanos Oveja Negra") de c.1388 a 1420, aunque su reinado fue interrumpido por la invasión de Tamerlán (1400–1405). Era hijo  de Qara Mahammad, cuñado de Ahmad Jalayir.

## Ascenso al poder
Después de la muerte de su padre durante la rebelión contra Pir Hasan, los mayores de Kara Koyunlu escogieron a su hermano Khwaja Misr, pero el más enérgico Qara Yusuf prevaleció en la sucesión. Se alió con Qara Osman contra Pir Hasan y aplastó sus fuerzas.

## Comienzos del reinado
A comienzos de su reinado, los Kara Koyunlu establecieron una alianza con la dinastía Jalayirida en Bagdad y Tabriz contra Ak Koyunlu. Sin embargo, fue capturado rápidamente y encarcelado en Suşehri. No mucho después fue liberado después de que su tía Tatar Hatun pagara el rescate a Qara Yuluq. Pronto Jalayiridas y Kara Koyunlu fueron amenazados por los Timuridas en el este. En 1393 Timur conquistó Bagdad y 3 años más tarde nombró a su hijo Miran Shah como virrey de Azerbaiyán. En 1394, Timur encarceló a Khwaja Misr y le envió a Samarcanda.
Colaborando en igualdad con el Sultán Ahmed Jalayir contra los Timúridas, Qara Yusuf aseguró eficazmente la independencia de los Kara Koyunlu.

### La invasión Timúrida
Los Timúridas comenzaron una nueva campaña en 1400 y vencieron tanto a los Kara Koyunlu como a los Jalayiridas. Qara Yusuf y Sultan Ahmed Jalayir huyeron y se refugiaron primero entre los mamelucos y luego con el entonces sultán otomano Bayezid I. En 1402 regresaron juntos con un ejército. Tras recuperar Bagdad ambos se enfrentaron y Qara Yusuf expulsó al sultán Ahmed Jalayir de la ciudad. Ahmed Jalayir se refugió con Nasir-ad-Din Faraj, el sultán del Egipto mameluco, pero lo encarceló por miedo a Timur. En 1403 los Timúridas derrotaron a Qara Yusuf en la Batalla del Canal de Algami, y volvieron a expulsarlo de Bagdad matando a su hermano Yar Ali, lo que le llevó a buscar asilo en Damasco, gobernado entonces por los mamelucos.
Pronto ambos fueron encarcelados por orden de Nasir-ad-Din Faraj. Juntos en prisión, los dos dirigentes renovaron su amistad, acordando que Sultan Ahmed Jalayir tendría Bagdad mientras Qara Yusuf se quedaría con Azerbaiyán. Ahmad también adoptó a su hijo Pirbudag. Cuando Timur muere en 1405, Nasir-ad-Din Faraj los libera a ambos. Aun así, según Faruk Sümer, fueron liberados por orden del wali rebelde de Damasco - Sheykh Mahmud.
Qara Yusuf, tras regresar del exilio en Egipto se dirige a Anatolia y obliga al gobernador de Timur en Van Izzaddin Shir a someterse, captura a Altamış, otro virrey instalado por Timur, y lo envía a Barquq. Más tarde viaja a Azerbaiyán. Derrota al Timúrida Abu Bakr en la batalla de Nakhchivan el 14 de octubre de 1406 y reocupa Tabriz. Abu Bakr y su padre Miran Shah intentaron recapturar Azerbaiyán, pero el 20 de abril de 1408, Qara Yusuf le infligió una derrota decisiva en la batalla de Sardrud, en la que Miran Shah resultó muerto. Esta batalla, una de las más importantes de la historia de Oriente, anuló los resultados de las conquistas de Timur en el oeste.
En el otoño de 1409, entró en Tabriz y envió un grupo de asalto a Shirván, especialmente a Şəki, que resultó infructuosa. Otra fuerza de invasión fue enviada para capturar Soltaniyeh y Qazvín bajo el mando de Bistam Beg. Ese mismo año, marchó sobre Anatolia y depuso a Salih Şihabeddin Ahmed, eliminando a la rama Mardin de los Artúquidas. En cambio, lo casó con una hija de Yusuf y le envió a gobernar Mosul.

## Derrotando a los Jalayiridas
Tras haberse establecido como gobernante de Azerbaiyán con Tabriz como capital, Qara Yusuf se enemistó con su aliado Ahmed Jalayir.  Ahmed Jalayir intentó tomar Azerbaiyán, pero fue derrotado cerca de Tabriz el 30 de agosto de 1410. Fue capturado y forzado a abdicar a favor de Pirbudag (el hijo natural de 7 años de Qara Yusuf) y a nombrar a Shah Muhammad (otro hijo de Qara Yusuf) como gobernador de Bagdad. Fue ejecutado al día siguiente pasando Irak a manos de Qara Yusuf después de que Bistam Beg le instara a ello. Qara Yusuf declaró a su hijo "sultan" y le coronó 1411, aunque era aún regente.

## Años posteriores
En el avance de la consolidación de su poder, marchó sobre Shirvan, donde Shirvanshah Ibrahim, leal vasallo de los Timúridas, todavía reinaba. Un ejército combinado de Constantino I, Ibrahim y Syed Ahmed Orlat (señor de Shaki) fue derrotado en la Batalla de Chalagan, 1412. Más tarde retiró el gobierno de Soltaniyeh a Bistam Beg y se lo entregó a Jahan shah en 1415.  Derrotó repetidamente a Qara Osman en 1417 y el 20 de septiembre de 1418. También atacó Aintab que estaba entonces bajo  control mameluco en respuesta a su concesión de asilo a Qara Osman.
En octubre de 1418, su hijo y sultán nominal Pirbudag falleció, dejando a Qara Yusuf en dolor durante días.
Intentó forjar una alianza anti-Timúrida con Mehmed I en 1420 sin éxito.

## Muerte
Murió cuando se dirigía a luchar contra Shahrukh (quien reclamó su sumisión) el 17 de noviembre de 1420. Según Ahmad Faridun Bey  "Munshat-us-Salatin" Shahrukh  Fathnama («término utilizado para denotar proclamaciones y cartas anunciando victorias en batallas o conclusión exitosa de campañas militares» según la Encyclopædia Iranica) enviada a Mehmed I, justo después de la muerte de Qara Yusuf su tesoro fue robado por sus sobrinos Qazan Beg (hijo de Khwaja Misr) y Zeynal Beg y llevado a Avnik. Shah Muhammad y Qara Iskander se retiraron a Ganja y Barda. Mientras, Jahan Shah tomó el cuerpo de su padre para ser enterrado en su ciudad ancestral de Erciş.

## Consecuencias
Tras de la muerte de Qara Yusuf en diciembre de 1420, Shahrukh Mirza intentó arrebatar Azerbaiyán al hijo de Qara Yusuf, Qara Iskander, aprovechando que ninguno de sus hijos acompañaba su padre. Pese a derrotar a Iskander, dos veces en 1420–21 y en 1429, sólo en la tercera expedición de Shahrukh Mirza en 1434–35 consiguieron los timúridas triunfar, cuando Sharukh encomendó el gobierno al hermano de Iskander, Jahān Shāh como su vasallo.

## Familia
Estuvo casado con una hija de Manuel III de Trebisonda. También estuvo casado con una hija de Abu Bakr ibn Miran Shah, que fue adoptada por Shahruj en 1420 y se casó con Khalilullah I al año siguiente.

### Hijos
- Pirbudag (1403 - 1418)
- Shah Muhammad - wali de Bagdad
- Qara Iskander
- Jahān Shāh - wali De Soltaniyeh
- Abu Said - wali de Erzincan c. 1420
- Amir Isfahan - wali de Bagdad

### Hijas
- Hija de nombre desconocido casada con Shamsaldin - Emir de Bitlis